# Kodiak-medve

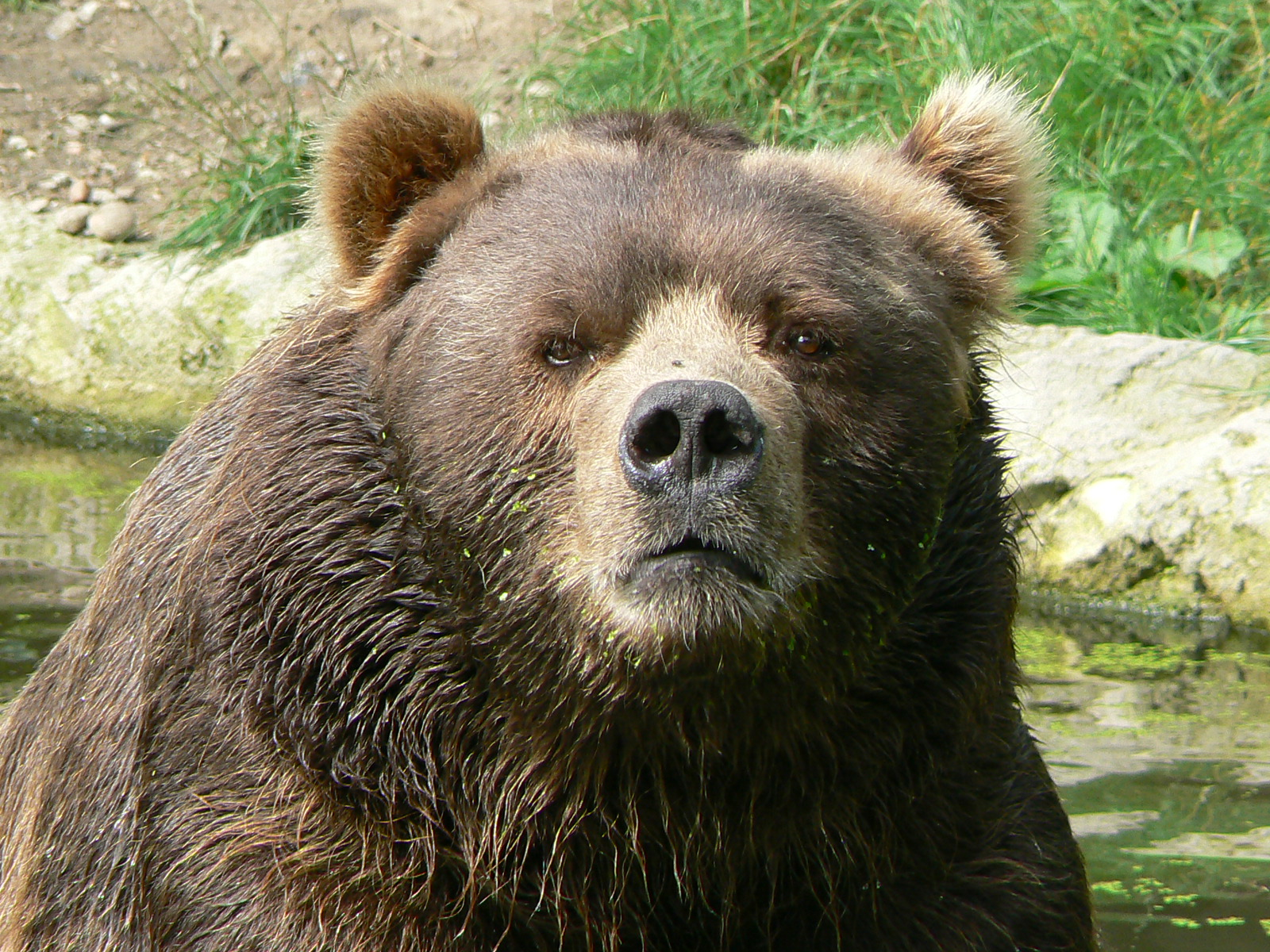
Hím kodiak-medve

A kodiak-medve (Ursus arctos middendorffi) a barna medve legnagyobb termetű alfaja. A jegesmedve mellett a legnagyobb testű szárazföldi ragadozó emlős a Földön.

## Megjelenése
Marmagassága 1,33-1,5 méter, a hímek tömege 270-680 kilogramm, a nőstényeké 180-320 kilogramm. A legnagyobb vadon élő kodiak-medve 751 kilogramm, a legnagyobb állatkerti kodiak-medve pedig 966 kilogramm volt. A kifejlett hímek felágaskodva elérhetik a 3 métert is.

## Elterjedése, élőhelye
A Kodiak-, Afognak- és Shuyak-szigeteken őshonos, melyek Délnyugat-Alaszka partjai mentén találhatóak.

## Életmódja
Főleg gyümölcsöket, bogyókat, kisebb gerinceseket eszik, de kiás egyes gumókat és gyökereket is. Egész nap aktív lehet, de legszívesebben reggel és este mozog.
Magányosan él, de a táplálékban gazdag területeken többen is összegyűlhetnek, például a lazacok ívásakor. Olykor nagyobb testű állatokat is megtámad, le tudja teríteni a jávorszarvast és a havasi kecskét. Előfordul a kannibalizmus is, a kifejlett erős hím főleg a bocsokra lehet veszélyes. A téli táplálékszegény időszakban nyugalomba vonul, de nem alszik igazi téli álmot. A nőstények ilyenkor hozzák világra még az 1 kg-ot sem elérő, védtelen, csupasz és vak bocsaikat. A fiatalok legalább két évig anyjukkal maradnak, majd 4-6 éves korukban válnak ivaréretté. A teljes testnagyságukat 11 éves korukra érik el.
A kodiak-medve alapvetően kerüli az embert, de hírhedten kiszámíthatatlan viselkedése révén veszélyes lehet az emberre, időnként előfordulnak tragikus balesetek. Szerencsére élőhelyük viszonylag gyéren lakott terület, így az emberekkel való találkozás lehetősége csekély.

## Szaporodása
A nőstény januárban vagy februárban 2-3 bocsot hoz a világra. 3-4-5 éves koruktól hagyják el az anyjukat.

## Természetvédelmi helyzete
Miután az alfaj állományai a fokozódó vadászat miatt lecsökkentek, 1941-ben a Kodiak-szigetek egy részét természetvédelmi területté nyilvánították, hogy védjék a medvéket. Mára állománya nagyjából 3500 egyedre tehető, és csak nagyon limitált éves kilövési kvóták betartása mellett ritkítható; a medvék a régió egyik legfontosabb turistalátványosságaivá váltak. A Természetvédelmi Világszövetség vörös listáján nem fenyegetett besorolással szerepel.

## Fordítás
- Ez a szócikk részben vagy egészben  a   Kodiakbär című német Wikipédia-szócikk ezen változatának fordításán alapul.  Az eredeti cikk szerkesztőit annak laptörténete sorolja fel. Ez a jelzés csupán a megfogalmazás eredetét és a szerzői jogokat jelzi, nem szolgál a cikkben szereplő információk forrásmegjelöléseként.